# يو إف سي 6
يو إف سي 6: صراع الجبابرة (بالإنجليزية: UFC 6: Clash of the Titans)‏ هو حدث لفنون القتال المختلطة نظمته يو إف سي، أُقيم في 14 يوليو 1995، على وايومنغ فورد سنتر في كاسبر، وايومنغ، الولايات المتحدة.